# Art mudéjar

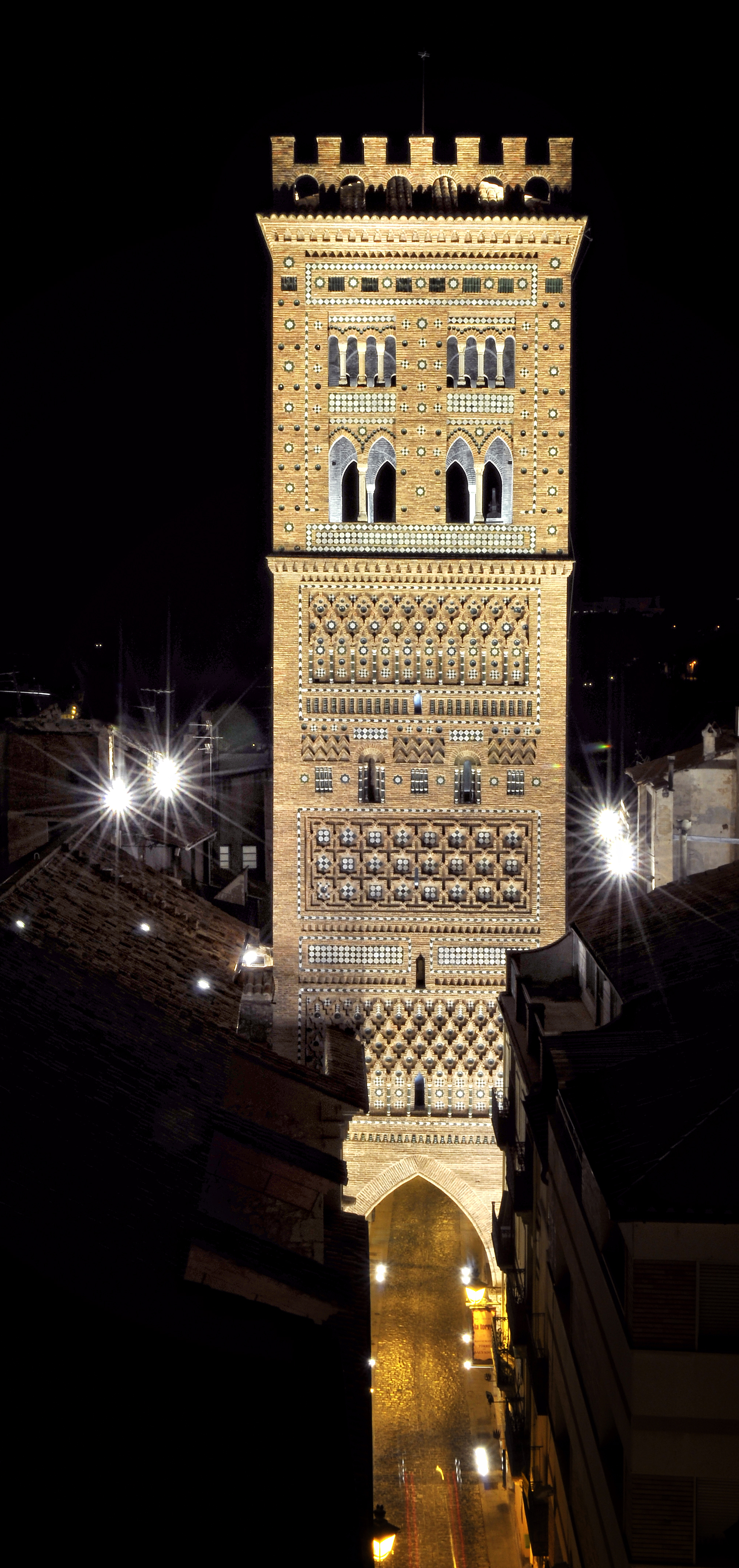
Tour Mudéjare du Salvador. Espagne. XIVe siècle.

Le concept d'art mudéjar a été utilisé pour la première fois en 1859 par José Amador de los Ríos y Serrano dans sa thèse El estilo mudéjar, en arquitectura. Il a choisi le terme arte mudéjar pour le rôle clé des artisans mudéjars dans l'introduction des influences d'al-Andalus dans les royaumes chrétiens ibériques.
Le style mudéjar constitue le prolongement et succède à l'art mozarabe : l'Alcazar de Séville, rebâti entre 1353 et 1364 par Pierre Ier le Cruel (roi de Castille et de León -1334-1350-1369), lui appartient tout entier.
Les plus grands centres de l'art mudéjar furent Séville, Tolède, Teruel et Saragosse.
Monumentos mudéjar
Il faut souligner la tour de la cathédrale (1257), la tour de l'église de la Merced (mudéjar tardif du XVIe s.), la tour San Martín (1315), la tour de l'église San Pedro (XIVe s.) et la tour de l'église du Salvador (XIIe-XIIIe s.).

## Faïence hispano-mauresque
Du XIIe siècle au XVIe siècle, l'art de la faïence à reflets métalliques (les azulejos, vases, plats, vasques) ainsi que la fabrication des lustres connurent un développement considérable dans des centres tels que Malaga, Valence, Séville ou Grenade.

## Acier damassé
Héritière directe de Damas dans l'art de forger les lames, Tolède ne démérita jamais de l'enseignement syrien originel.

## Architecture mudéjare
En architecture, les mudéjars utilisèrent leurs propres techniques (arcs outrepassés, arcatures aveugles, clochers en forme de minarets) et leur propre ornementation : arabesques, plafonds à caissons (artesonados) avec marqueterie. Appliqués à des édifices romans, surtout gothiques et renaissance, ces éléments produisirent un style hybride. Ses caractéristiques principales sont l'arc en fer-à-cheval, l'utilisation de briques, la décoration en plâtre ciselé polychrome (yeserias) et en céramique (azulejos). C'est l'utilisation de techniques de l'art apporté par les musulmans pour des édifices construits par des chrétiens.

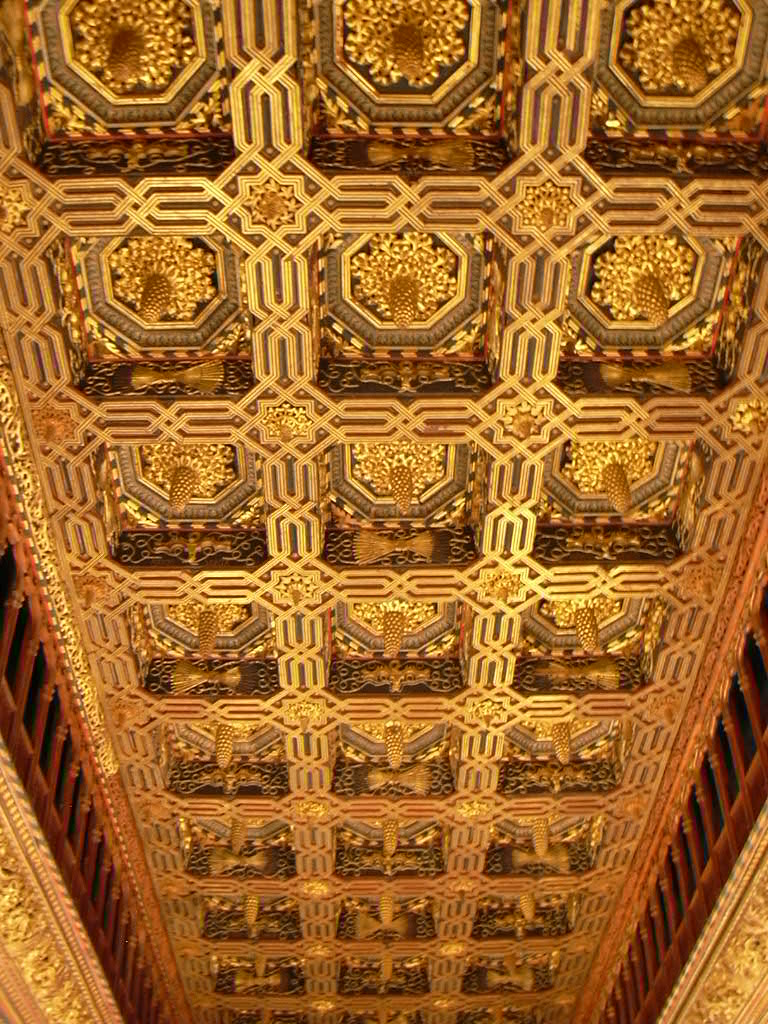
Plafond à caissons de la salle du trône de l'Aljafería de Saragosse.
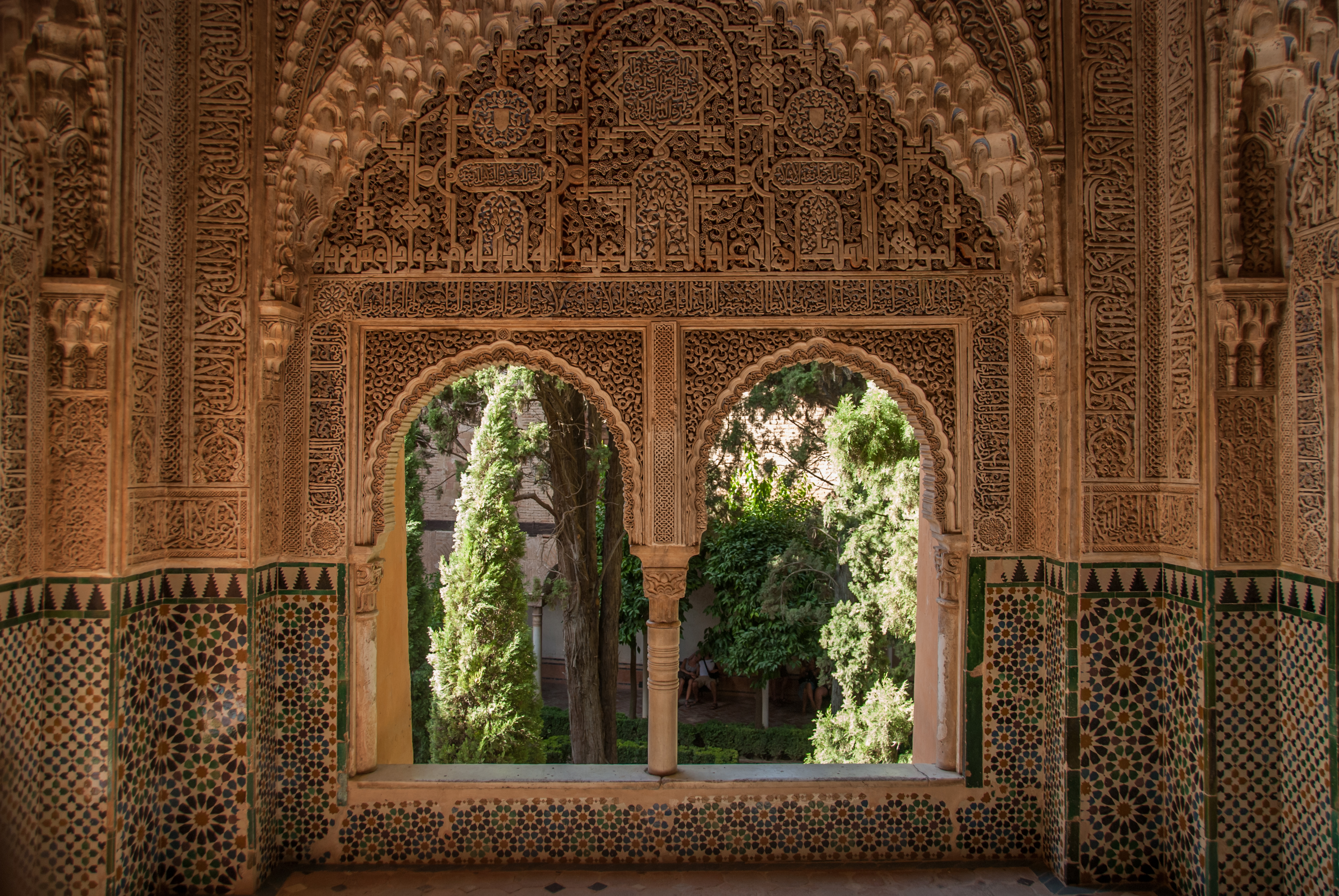
Yeserias et azulejos de l'Alhambra de Grenade.
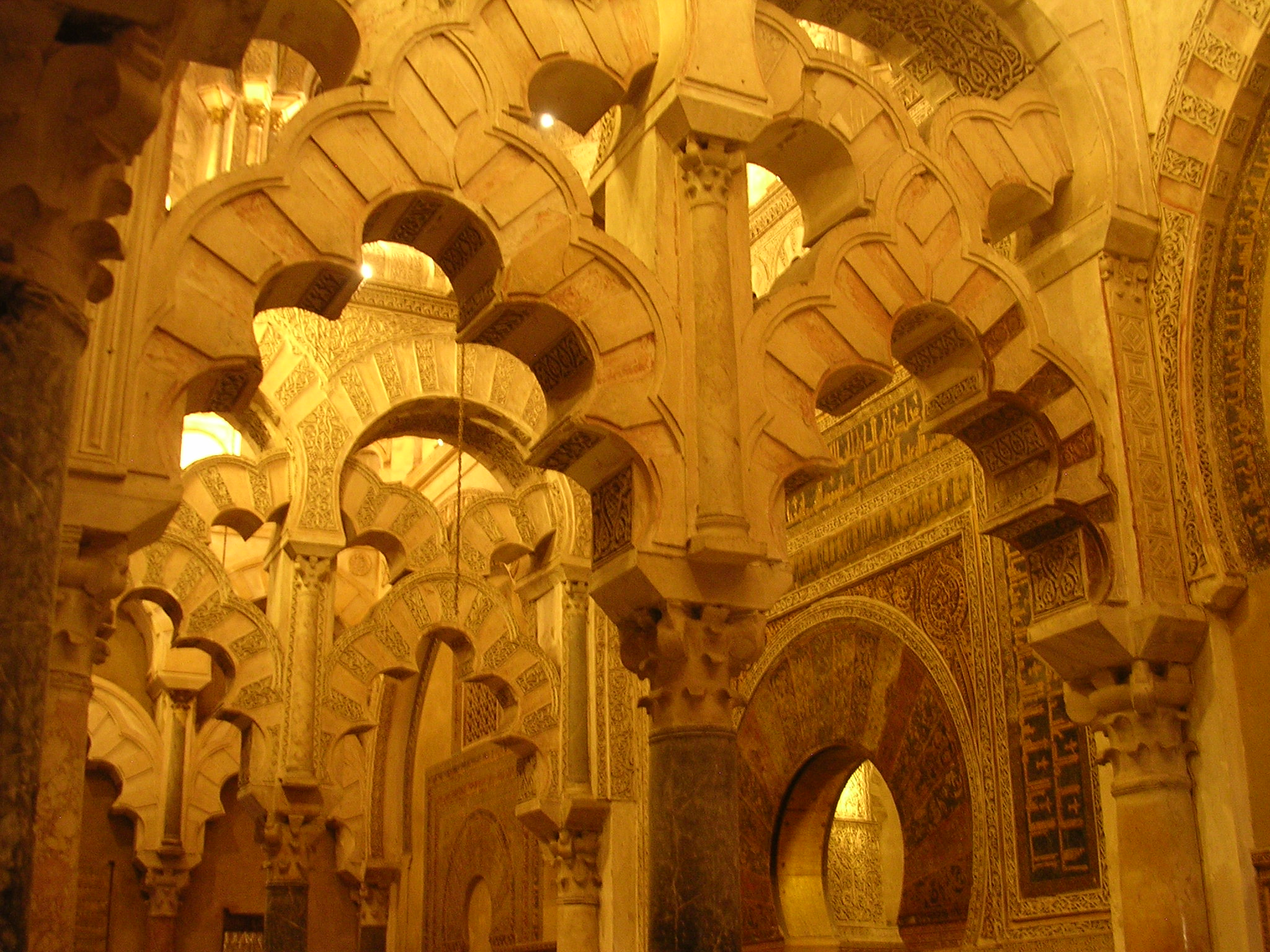
Cathédrale et Mosquée de Cordoue.